# Aunis Handball La Rochelle-Périgny
Dernière mise à jour : 2 octobre 2024.
L'Aunis Handball La Rochelle - Périgny est un club de handball français basé à La Rochelle et Périgny.
Le club est particulièrement connu pour sa section féminine qui a évolué de nombreuses saisons en deuxième division ainsi qu'une saison en Division 1 féminine. Mais c'est en Nationale 3 que le club évolue pour la saison 2023-2024. La section masculine a également évolué en Nationale 3.

## Histoire
Les principaux repères historiques du club sont
- 1993 : création du club à partir de la fusion du Périgny HB75 et du Handball Club Rochelais
- 1999 : accession en deuxième division
- 2004 : la section féminine est championne de France de deuxième division
- 2004-2005 : première et seule saison en Division 1 féminine

## Palmarès
- championnes de France de deuxième division en 2004

## Personnalités liées au club
- Ehsan Abdelmalek : joueuse de 2010 à 2015
- Céline Dongo : joueuse de 2006 à 2007
- Elsa Deville : joueuse de 2017 à 2019
- Fanta Keita : joueuse de 2019 à 2020
- Yohann Ploquin : joueur de 1990 à 1996 (formé au club)
- Elise Mechain : joueuse de 1990 (formée au club) à 2016
- Camille Cosson : joueuse de 2001 (formée au club) à 2011
- Rulai De La Peña : joueuse au club de 2015 à 2017
- 🇫🇷Théo Monar : joueur de 2009 (formé au club) évoluant au HBC Nantes